# U-1053
| U-1053                                   | U-1053 | U-1053 |
| ---------------------------------------- | --- | --- |
|                                          | | |
|                                          | | |
| Зображення підводного човна підтипу VIIC | | |
| Під прапором                             | Третій Рейх | Третій Рейх |
| Спуск на воду                            | 13 січня 1944 року | 13 січня 1944 року |
| Виведений зі складу флоту                | 12 лютого 1944 року | 12 лютого 1944 року |
| Сучасний статус                          | 15 лютого 1945 року потонув у Буфіорді біля Бергена внаслідок корабельної аварії                                                    | 15 лютого 1945 року потонув у Буфіорді біля Бергена внаслідок корабельної аварії                                                    |
| Проєкт                                   | | |
| Тип ПЧ                                   | Торпедний ДПЧ | Торпедний ДПЧ |
| Розробник проєкту                        | Friedrich Krupp Germaniawerft, Кіль                                                                                                 | Friedrich Krupp Germaniawerft, Кіль                                                                                                 |
| Вартість                                 | 4 439 000 ℛℳ | 4 439 000 ℛℳ |
| Основні характеристики                   | | |
| Швидкість (надводна)                     | 17,9 вузла | 17,9 вузла |
| Швидкість (підводна)                     | 8 вузлів | 8 вузлів |
| Робоча глибина занурення                 | 100 м | 100 м |
| Гранична глибина занурення               | 220 м | 220 м |
| Автономність плавання                    | 8500 миль (15 700 км) на швидкості 10 вузлів (18,6 км/год) (надводна) 80 миль (150 км) на швидкості 4 вузли (7,4 км/год) (підводна) | 8500 миль (15 700 км) на швидкості 10 вузлів (18,6 км/год) (надводна) 80 миль (150 км) на швидкості 4 вузли (7,4 км/год) (підводна) |
| Екіпаж                                   | 44—60 осіб | 44—60 осіб |
| Розміри                                  | | |
| Довжина найбільша (по КВЛ)               | 67,1 м | 67,1 м |
| Ширина корпусу найб.                     | 6,2 м | 6,2 м |
| Висота                                   | 9,6 м | 9,6 м |
| Середня осадка (по КВЛ)                  | 4,74 м | 4,74 м |
| Водотоннажність надводна                 | 769 т | 769 т |
| Озброєння                                | | |
| Артилерія                                | 1 × 88-мм палубна гармата SK C/35                                                                                                   | 1 × 88-мм палубна гармата SK C/35                                                                                                   |
| Торпедно- мінне озброєння                | 4 носових і один кормовий ТА 14 торпед або 26 мін TMA                                                                               | 4 носових і один кормовий ТА 14 торпед або 26 мін TMA                                                                               |
| ППО                                      | 1 × 37-мм зенітна гармата Flak M42 2 × 20-мм зенітні гармати FlaK 30                                                                | 1 × 37-мм зенітна гармата Flak M42 2 × 20-мм зенітні гармати FlaK 30                                                                |

U-1053 — німецький підводний човен типу VIIC, що входив до складу Військово-морських сил Третього Рейху за часів Другої світової війни. Закладений 8 лютого 1943 року на верфі Friedrich Krupp Germaniawerft у Кілі. Спущений на воду 13 січня 1944 року, а 12 лютого 1944 року корабель увійшов до складу 5-ї навчальної флотилії ПЧ ВМС нацистської Німеччини. Єдиним командиром човна був оберлейтенант-цур-зее Гельмут Ланге.

## Історія служби
U-1053 належав до німецьких підводних човнів типу VIIC, найчисленнішого типу субмарин Третього Рейху, яких випущено 703 одиниці. Службу розпочав у складі 5-ї навчальної та з 1 листопада 1944 року — після завершення підготовки — в 11-й бойовій флотилії ПЧ Крігсмаріне. У листопаді 1944 — січні 1945 року підводний човен здійснив один бойовий похід в Атлантичний океан, під час якого не потопив та не пошкодив жодного судна чи корабля.
15 лютого 1945 року U-1053 проводив тестові занурення на глибину в Північному морі, в Буфіорді біля Бергена, коли з невідомих обставин сталася аварія і човен швидко затонув. Усі 38 членів екіпажу і 7 норвезьких інженерів та майстрів, які проводили випробування, загинули.